# Corticarina alemannica
Corticarina alemannica is een keversoort uit de familie schimmelkevers (Latridiidae). De wetenschappelijke naam van de soort werd in 1984 gepubliceerd door Schiller.